# Bankesia
Bankesia is een geslacht van vlinders van de familie van de zakjesdragers (Psychidae).

## Soorten
- B. borealis (Wocke, 1862)
- B. cephalonica Weidlich, 2016
- B. conspurcatella (Zeller, 1850) - voorjaarszakdrager
- B. desplatsella Nel, 1999
- B. montanella (Walsingham, 1899)
- B. pallida (Staudinger, 1879)
- B. sepulchrella Chrétien, 1908